# Guvernul Ion Ciubuc (2)
Al doilea guvern Ciubuc a fost un cabinet de miniștri care a guvernat Republica Moldova în perioada 22 mai 1998 – 12 martie 1999.

## Formarea celui de-al doilea guvern Ciubuc
La data de 6 mai 1998, prin Decret al președintelui Petru Lucinschi, domnul Ion Ciubuc a fost desemnat în calitate de candidat pentru funcția de Prim-ministru și a fost autorizat să întocmească programul de activitate și lista Guvernului și să le prezinte, în termen de 15 zile, Parlamentului pentru examinare în conformitate cu prevederile Constituției Republicii Moldova și ale Regulamentului Parlamentului.
La data de 22 mai 1998, noul guvern primește votul de încredere acordat de Parlament. De asemenea a fost aprobat și programul de guvernare. Membrii guvernului depun jurământul de credință în prezența președintelui Petru Lucinschi.

## Componența cabinetului
| Minister                                                                     | Nume               | Portret                                                             | În funcție din | Până la        |
| ---------------------------------------------------------------------------- | ------------------ | ------------------------------------------------------------------- | -------------- | -------------- |
| Prim-ministru                                                                | Ion Ciubuc         |                                                                     | 22 mai 1998    | 12 martie 1999 |
| Viceprim-miniștri                                                            |                    |                                                                     |                |                |
| Viceprim-ministru, Ministru al Economiei și Reformelor                       | Ion Sturza         |                                                                     | 22 mai 1998    | 12 martie 1999 |
| Viceprim-ministru pentru problemele politicii industriale                    | Valentin Dolganiuc | Valentin Dolganiuc (2015-09-04)                                     | 22 mai 1998    | 12 martie 1999 |
| Viceprim-ministru pentru problemele politicii sociale și științei            | Oleg Stratulat     |                                                                     | 22 mai 1998    | 12 martie 1999 |
| Viceprim-ministru pentru probleme de drept                                   | Nicolae Andronic   | AndronicNicolae                                                     | 22 mai 1998    | 12 martie 1999 |
| Miniștri                                                                     |                    |                                                                     |                |                |
| Ministru de Stat                                                             | Nicolae Cernomaz   |                                                                     | 22 mai 1998    | 12 martie 1999 |
| Ministru al Afacerilor Externe                                               | Nicolae Tăbăcaru   |                                                                     | 22 mai 1998    | 12 martie 1999 |
| Ministru al Finanțelor                                                       | Anatol Arapu       | Anatol Arapu (2015-07-10) 01                                        | 22 mai 1998    | 12 martie 1999 |
| Ministru al Agriculturii și Industriei Prelucrătoare                         | Valeriu Bulgari    |                                                                     | 22 mai 1998    | 12 martie 1999 |
| Ministru al Educației și Științei                                            | Anatol Gremalschi  |                                                                     | 22 mai 1998    | 12 martie 1999 |
| Ministru al Sănătății                                                        | Eugen Gladun       |                                                                     | 22 mai 1998    | 12 martie 1999 |
| Ministru al Muncii, Protecției Sociale și Familiei                           | Vladimir Gurițenco |                                                                     | 22 mai 1998    | 12 martie 1999 |
| Ministru al Culturii                                                         | Ghenadie Ciobanu   | Ghenadie Ciobanu (15524640856) (cropped)                            | 22 mai 1998    | 12 martie 1999 |
| Ministru al Justiției                                                        | Ion Păduraru       |                                                                     | 22 mai 1998    | 12 martie 1999 |
| Ministru al Afacerilor Interne                                               | Victor Catan       | VictorCatan8333                                                     | 22 mai 1998    | 12 martie 1999 |
| Ministru al Apărării                                                         | Valeriu Pasat      | Valeriu Pasat – Defense.gov News Photo 980129-D-9880W-008 (cropped) | 22 mai 1998    | 12 martie 1999 |
| Ministru al Securității Naționale                                            | Tudor Botnaru      |                                                                     | 22 mai 1998    | 12 martie 1999 |
| Ministru al Transporturilor și Comunicațiilor                                | Tudor Leancă       |                                                                     | 22 mai 1998    | 12 martie 1999 |
| Ministru al Industriei și Comerțului                                         | Ion Tănase         |                                                                     | 22 mai 1998    | 12 martie 1999 |
| Ministru al Dezvoltării Teritoriului, Construcțiilor și Gospodăriei Comunale | Mihai Severovan    |                                                                     | 22 mai 1998    | 12 martie 1999 |
| Ministru al Mediului                                                         | Arcadie Capcelea   |                                                                     | 22 mai 1998    | 12 martie 1999 |
| Membru ex-officio                                                            |                    |                                                                     |                |                |
| Guvernator (Bașcan) al UTA Găgăuzia                                          | Gheorghe Tabunșcic |                                                                     | 22 mai 1998    | 12 martie 1999 |

## Legături externe
- Decretul nr. 612 din 22 mai 1998 privind numirea Guvernului[nefuncțională]
- Guvernul Ciubuc-2 Arhivat în 24 iunie 2015, la Wayback Machine. pe interese.md

| Precedat(ă) de: Guvernul Ion Ciubuc (1) | Guvernul Dumitru Braghiș 22 mai 1998 - 17 februarie 1999 | Succedat(ă) de: Guvernul Ion Sturza |